# Sant Miquel de Solans (la Jonquera)
|  | Per a altres significats, vegeu «Sant Miquel de Solans (Montferrer i Castellbò)». |

Sant Miquel de Solans també conegut com l'ermita de Santa Llúcia és una obra del municipi de la Jonquera inclosa en l'Inventari del Patrimoni Arquitectònic de Catalunya.

## Descripció
Es tracta d'una ermita romànica situada a uns quatre quilòmetres del poble. És un temple de grans dimensions que consta d'una sola nau i absis semicircular amb coberta a dues aigües. L'accés al temple es fa pel mur meridional on hi ha la portalada formada per tres arcs de mig punt en degradació, llinda i timpà. La façana occidental és llisa i està rematada per un campanar d'espadanya d'arc apuntat. Davant d'ella hi ha una construcció més recent (segle xvii-xviii) adossada que devia ser l'hostatgeria o casa de l'ermità. En els murs laterals i a l'absis s'han practicat finestres de doble esqueixada i arcs de mig punt resseguits, a l'exterior, per un fris de dents de serra i un guardapols. En el mur de la capçalera de la nau trobem dos ulls de bou. A l'interior la volta de la nau és apuntada mentre que la volta de l'absis és ametllada. Tot l'edifici ha estat realitzat amb carreus de granit perfectament escairats i disposats en fileres. Es pot afirmar que es tracta d'una església romànica de caràcter retardatari realitzada entre els segles xii i xiii.

## Història
Antigament el temple estava sota l'advocació de Sant Miquel de Solans. Tenim notícies que esmenten l'«Ecclesia Sancti Michaelis» com a temple pertanyent a l'alou de Solans, que en 947 era propietat del Monestir de Sant Pere de Rodes. Al segle xiii diversos documents l'anomenen St. Miquel de Solans. Als nomenclàtors del segle xiv figura com a parròquia independent però més tard va perdre el títol de parroquial i va passar a dependre de Santa Maria de la Jonquera. Se suposa que els segles xvii i xviii va ser quan l'antiga parròquia dedicada a Sant Miquel esdevingué un santuari a Santa Llúcia.